# Động mạch bàng quang dưới
Động mạch bàng quang dưới hay động mạch túi dưới là một động mạch trong khung chậu cung cấp máu cho phần dưới của bàng quang.

## Cấu trúc
Động mạch bàng quang dưới là một nhánh (trực tiếp hoặc gián tiếp) từ nhánh trước của động mạch chậu trong. Nó thường xuất hiện chung với động mạch trực tràng giữa và được phân phối đến đáy bàng quang. Ở nam giới, nó cũng cung cấp cho tuyến tiền liệt và túi tinh. Các nhánh của tuyến tiền liệt thường thông với các mạch tương ứng của phía đối diện.

### Giới tính
Một số văn bản coi động mạch này chỉ được tìm thấy ở nam và trích dẫn rằng động mạch âm đạo là cấu trúc tương đồng ở nữ.
Các văn bản khác cho rằng động mạch này có mặt ở cả nam và nữ. Trong những trường hợp này, động mạch bàng quang dưới ở phụ nữ là một nhánh nhỏ của động mạch âm đạo.

## Hình ảnh tham khảo

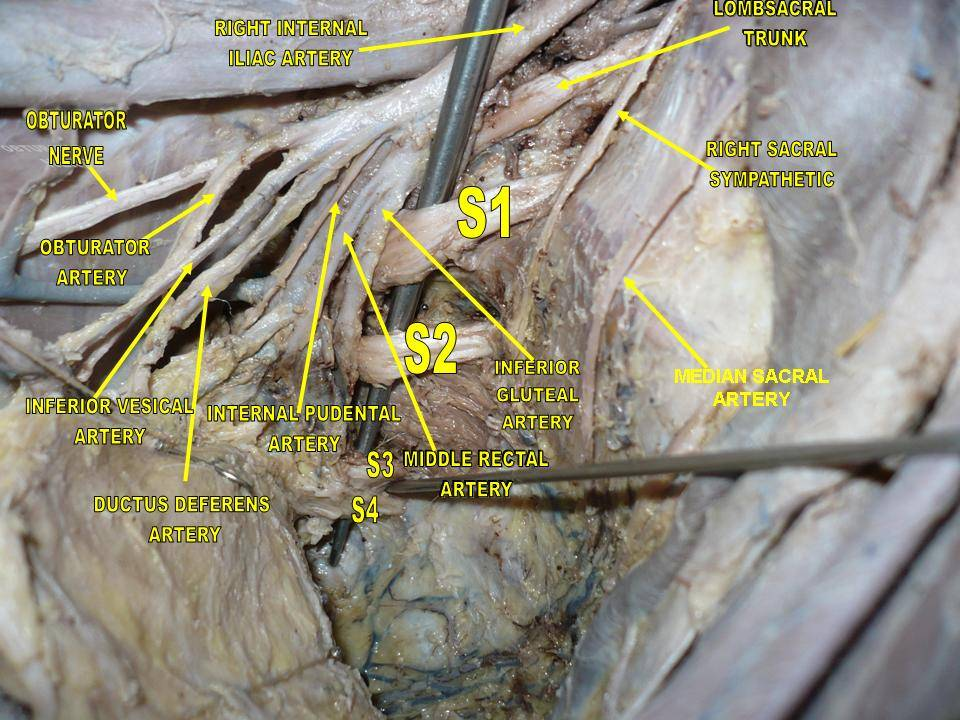
Động mạch bàng quang dưới.